# Jean Damien Chaufton
Jean Damien Chaufton est un homme politique français né le 26 juin 1748 à Orléans (Loiret) et décédé le 18 mars 1821 au même lieu.
Juge de paix à Orléans, il est député du Loiret de 1791 à 1792.

## Sources
- « Jean Damien Chaufton », dans Adolphe Robert et Gaston Cougny, Dictionnaire des parlementaires français, Edgar Bourloton, 1889-1891 [détail de l’édition]